# Charles-Édouard Coridon
Charles-Édouard Coridon (Le François, 9 aprile 1973) è un ex calciatore francese, nato in Martinica, di ruolo centrocampista centrale.

## Carriera
Ha segnato un gol in Paris Saint-Germain-Porto (2-0) della UEFA Champions League nel 2004: su un cross dalla destra, Coridon riuscì a colpire il pallone con una spettacolare rovesciata al contrario, nota come "colpo dello scorpione".
Si è quindi trasferito nel Ankaragücü, in Turchia.

## Palmarès

### Club

#### Competizioni internazionali
- Coppa Intertoto UEFA: 1

Guingamp: 1996